# Болије на Дордоњи
Болије на Дордоњи (фр. Beaulieu-sur-Dordogne) насеље је и општина у централној Француској у региону Лимузен, у департману Корез која припада префектури Бриве ла Гајар.
По подацима из 2011. године у општини је живело 1.223 становника, а густина насељености је износила 141,39 становника/km². Општина се простире на површини од 8,65 km². Налази се на средњој надморској висини од 147 метара (максималној 387 m, а минималној 125 m).

## Демографија
| 1962. | 1968. | 1975. | 1982. | 1990. | 1999. | 2011. |
| ----- | ----- | ----- | ----- | ----- | ----- | ----- |
| 1.511 | 1.592 | 1.560 | 1.508 | 1.265 | 1.286 | 1.223 |

График промене броја становника у току последњих година